# Neoechinodiscus
Genre
Neoechinodiscus est un genre de champignons ascomycètes de l'ordre des Helotiales.

## Liste des espèces
Selon MycoBank (5 février 2023) :
- Neoechinodiscus kozhevnikovii (Zhurb.) Molinari & R.Sierra, 2020
- Neoechinodiscus lesdainii (Vouaux) R.Sierra & Molinari, 2020

## Systématique
Le nom correct complet (avec auteur) de ce taxon est Neoechinodiscus Molinari & R.Sierra, 2020,.
Le basionyme de ce taxon est Echinodiscus Etayo & Diederich, 2000.
Le nom générique Echinodiscus, choisi par Javier Etayo (d) et Paul Diederich (d) en 2000, s'est avéré invalide car déjà employé par un genre d'oursins (Echinodiscus Leske, 1778), un genre de plantes (Echinodiscus Benth., 1838) et un genre de diatomées (Echinodiscus A.Mann, 1925). Dans la mesure où les deux espèces attachées au genre de champignons n'étaient ni très connues, ni très souvent mentionnées dans la littérature, les auteurs ont préféré renommer le genre en Neoechinodiscus sans que cela ait de conséquences fâcheuses du point de vue de la nomenclature.

## Publication originale
- (en) Rubén Sierra et Eduardo A. Molinari-Novoa, « Neoechinodiscus, a new name for Echinodiscus Etayo & Diederich (lichenicolous Helotiales) », Opuscula Philolichenum, vol. 19,‎ 26 octobre 2020, p. 172–173 (ISSN 1941-7519 et 1941-7527, lire en ligne).